# Rio Arucauá
Rio Arucauá är ett vattendrag i Brasilien.   Det ligger i delstaten Amapá, i den norra delen av landet, 2 200 km norr om huvudstaden Brasília.
I omgivningarna runt Rio Arucauá växer i huvudsak städsegrön lövskog. Trakten runt Rio Arucauá är nära nog obefolkad, med mindre än två invånare per kvadratkilometer.